# Свято очікування свята
Свято очікування свята — радянський трисерійний художній телефільм 1989 року, знятий на кіностудії «Грузія-фільм». Знятий за мотивами оповідань Фазіля Іскандера.

## Сюжет
У довоєнні роки в Сухумі в сім'ї своєї тітоньки живе Чік — пустотливий, але розумний і добрий хлопчик. Дні його заповнені справами, навчанням, прогулянками з друзями, а іноді і сутичками з хлопцями сусіднього двору. Від уважного погляду хлопчика не ховаються і проблеми дорослих. Чуйний серцем Чік мимоволі страждає, коли бачить несправедливість і жорстокість.

## У ролях
- Тамаз Бокерія — Чік
- Віра Івлєва — тітка Чіка, сестра божевільного Колі
- Гія Абесалашвілі — Коля, божевільний дядько Чіка
- Джамал Калоян — Оник, син Сурена
- Філіпп Дзикевич — Лесик
- Ніно Ніжарадзе — Ліка
- Олеся Марченко — Сонька
- Діоніс Стіліді — Бочо
- Юрій Цанава — Сурен, батько Оника і Розы, багатий кравець
- Валентина Теличкіна — Валя, дружина Сурена
- Маїс Саркісян — Аліхан, продавець солодощів, сусід Чіка
- Володимир Антоник — Мотя, крадій
- Гарегін Абрамян — Керопчик, хуліган
- Гелена Івлієва — Фаїна, сусідка Чіка
- Нодар Масхулія — вчитель Акакій Вахтангович
- Ія Парулава — Роза, дочка Сурена, піаністка
- Петро Карін — Шурик
- Андрій Піменіді — Андрій
- Гогі Ахвледіані — дідусь
- Тамара Мамулашвілі — епізод
- Хатуна Мчедлідзе — епізод
- Додо Квачадзе — епізод
- Гія Парцванія — епізод
- Джемал Веліадзе — епізод
- Денис Ясько — епізод
- Ірина Бєлова — епізод
- Лері Зардіашвілі — продавець лимонаду
- Неллі Лакоба — епізод
- Абессалом Лорія — свідок зустрічі Моті і Керопчика
- Артур Ніщонкін — перехожий у френчі, свідок зустрічі Моті і Керопчика
- Інесса Абесадзе — епізод
- Дато Євгенідзе — епізод
- Бадрі Какабадзе — дядько Чіка
- Дареджан Джоджуа — тітка Чіка
- Гулчіна Дадіані — тітка Тамара

## Знімальна група
- Режисер — Лейла Горделадзе
- Сценаристи — Фазіль Іскандер, Лейла Горделадзе
- Оператор — Ігор Крепс
- Композитор — Георгій Цинцадзе
- Художник — Зураб Медзмаріашвілі